# Pieter Vanspeybrouck
Pieter Vanspeybrouck, nascido a 10 de fevereiro de 1987 em Tielt, é um ciclista belga, membro da equipa Circus-Wanty Gobert.
Em 3 de maio de 2013, foi suspenso três meses devido a um controle positivo por fenoterol realizado fora de competição. Só foi suspenso três meses já que a Federação belga aceitou a defesa de Vanspeybrouck que afirmava ter recebido Duovent (medicamento que continha o fenoterol) em lugar de Ventolin por parte do médico da equipa, o qual admitiu a sua culpa e apresentou o seu despedimento.

## Palmarés
- 2007 (como amador)[2]
  - 1 etapa da Volta a Liège

- 2011
- Sparkassen Giro Bochum

- 2016
- Omloop Mandel-Leie-Schelde

## Resultados nas Grandes Voltas
Durante a sua carreira desportiva tem conseguido os seguintes postos nas Grandes Voltas.
| Carreira        | 2008 | 2009 | 2010 | 2011 | 2012 | 2013 | 2014 | 2015 | 2016 | 2017  | 2018 | 2019 |
| --------------- | ---- | ---- | ---- | ---- | ---- | ---- | ---- | ---- | ---- | ----- | ---- | ---- |
| Giro d'Italia   | -    | -    | -    | -    | -    | -    | -    | -    | -    | -     | -    | -    |
| Tour de France  | -    | -    | -    | -    | -    | -    | -    | -    | -    | 100.º | -    | -    |
| Volta a Espanha | -    | -    | -    | -    | -    | -    | -    | -    | -    | -     | -    | -    |

-: não participa 

Ab.: abandono 